# Área de Conservação da Paisagem de Vinni-Pajusti
A Área de Conservação da Paisagem de Vinni-Pajusti é uma reserva natural situada no condado de Lääne-Viru, na Estónia.
A sua área é de 93,2 hectares.
A área protegida foi designada em 1958 para proteger os carvalhos Vinni e a sua biodiversidade. Em 2007, a unidade de conservação foi reformulada para área de preservação paisagística.